# Pedro de Rojas
Pedro de Rojas est gouverneur général des Philippines du 25 octobre 1593 jusqu'au 4 décembre 1593.